# Goffer równinny
Goffer równinny, goffer (Geomys bursarius) – gatunek ssaka z podrodziny Geomyinae w obrębie rodziny gofferowatych (Geomyidae).

## Występowanie i biotop
Goffer równinny występuje na zachód od rzeki Missisipi w Górach Skalistych i na północ od północno-wschodniego Teksasu i Meksyku poprzez Wielkie Równiny do południowo-centralnej Manitoby w Kanadzie.
Zasięg występowania w zależności od podgatunku:
- G. bursarius bursarius – skrajnie południowa Manitoba, Kanada i większość Minnesoty oraz przyległe części Dakoty Północnej, Dakoty Południowej i północno-zachodniego Wisconsin, Stany Zjednoczone.
- G. bursarius illinoensis – środkowy Illinois i przyległa północno-zachodnia Indiana, Stany Zjednoczone.
- G. bursarius industrius – południowo-zachodnie Kansas, Stany Zjednoczone.
- G. bursarius major – południowo-środkowe Kansas, środkowa Oklahoma i północny Teksas do środkowo-wschodniego Nowego Meksyku, Stany Zjednoczone.
- G. bursarius majusculus – Iowa i przyległe części wschodniej Nebraski, północno-wschodni Kansas i północne Missouri, Stany Zjednoczone.
- G. bursarius missouriensis – środkowo-wschodnie Missouri, Stany Zjednoczone.
- G. bursarius ozarkensis – północno-środkowe Arkansas, Stany Zjednoczone.
- G. bursarius wisconsinensis – zachodnie Wisconsin, Stany Zjednoczone.

## Taksonomia
Gatunek po raz pierwszy naukowo opisał w 1800 roku brytyjski przyrodnik George Shaw nadając mu nazwę Mus bursarius. Holotyp pochodził z Elk River, w hrabstwie Sherburne, w Minnesocie, w Stanach Zjednoczonych.
Autorzy Illustrated Checklist of the Mammals of the World rozpoznają osiem podgatunków.

### Etymologia
- Geomys: gr. γεω- geō- „ziemny”, od γη gē „ziemia, grunt”; μυς mus, μυός muos „mysz”[21].
- bursarius: średniowiecznołac. bursarius „skarbnik”, od gr. βυρσα bursa „ściągnięta skóra”[22].
- illinoensis: Illinois, Stany Zjednoczone[22].
- industrius: nowołac. industrius „aktywny, pracowity”[23].
- major: łac. maior, maioris „większy”, forma wyższa od magnus „wielki”[22].
- majusculus: łac. maiusculus „nieco większy”, od maior, maioris „większy”, forma wyższa od magnus „wielki”; przyrostek zdrabniający -ulus[22].
- missouriensis: stan Missouri, Stany Zjednoczone[22].
- ozarkensis: góry Ozark, Stany Zjednoczone[12].
- wisconsinensis: Wisconsin, Stany Zjednoczone[13].

## Morfologia
Średniej wielkości gryzoń. Długość ciała (bez ogona) 135–235 mm, długość ogona 60–120 mm; masa ciała 120–250 g. Futro o krótkich, gęstych i błyszczących włosach. Ubarwienie waha się od koloru jasnobrązowego do czarnego, spód ciała nieco jaśniejszy. Czaszka goffera równinnego jest wzmocniona i posiada silne mięśnie szczęki. Duże siekacze koloru żółto-pomarańczowego. Oczy i uszy są małe. Ogon jest długi, prawie pozbawiony owłosienia. Na przednich łapach długie, silnie zakrzywione pazury. Samica ma trzy pary sutków.

## Ekologia

### Tryb życia
Spotkać go można na obrzeżach lasów lub terenach zamieszkanych przez człowieka (trawniki, cmentarze, pola golfowe). Zamieszkuje głębokie, piaszczyste gleby, gdzie warstwa uprawna wynosi 20 cm lub więcej. Zazwyczaj unika terenów o gliniastej glebie. Gryzonie te prowadzą samotny i nocny tryb życia. Budują podziemne schronienia o średnicy 6 cm na głębokości około 14 cm (czasami: odpowiednio 10 i 67,5 cm). Schronienie jest stosunkowo płytkie w okresie letnim, natomiast zimą jest nieco głębsze. Tunele mogą liczyć do 100 m długości. Rzadko wychodzi na powierzchnię i o jego obecności świadczą wykopane kopce o średnicy 45 cm i wysokości 8 cm. Typowe gniazdo zawiera liczne komory, toaletę i przechowalnię żywności. Samce goffera równinnego są terytorialne. Opuszczają swoje gniazda wczesną wiosną. Terytoria samców są zwykle większe niż u samic. Na pożywienie goffera składają się podziemne bulwy i korzenie. Rzadko piją wodę.

### Rozród
Okres rozrodczy u goffera równinnego przypada na okres od lutego do kwietnia. Po ciąży trwającej 51 dni samica rodzi 1-6 młodych. Nowo urodzone goffery są nagie, różowe i pomarszczone, oczy i uszy są zamknięte. Okres laktacji trwa około 5 tygodni. Po tym czasie młode są odstawiane od sutek, lecz przebywają jeszcze z matką około 3 tygodni. Dojrzałość płciową uzyskują po osiągnięciu jednego roku.

## Znaczenie
Na goffera równinnego polują węże i łasice, które potrafią przecisnąć się przez podziemne korytarze, oraz zwierzęta, które potrafią kopać w ziemi: kojoty, borsuki i lisy. Czasami też padają ofiarą ptaków drapieżnych i sów. Przez ludzi gryzonie te są traktowane jako szkodniki w rolnictwie. Niszczą również trawniki i pola golfowe. Kontrolę populacji prowadzi się poprzez odłów i podkładanie zatrutego ziarna.

## Zagrożenie i ochrona
W Czerwonej księdze gatunków zagrożonych Międzynarodowej Unii Ochrony Przyrody i Jej Zasobów został zaliczony do kategorii niższego ryzyka LC. Obecnie nie ma żadnych zagrożeń dla populacji tego gatunku.